# IC 4970
IC 4970 is een spiraalstelsel van het type SA0^- pec, in het sterrenbeeld Pavo. Het is 212 miljoen lichtjaar (65 Mpc) van de aarde verwijderd en gaat botsen met het balkspiraalstelsel NGC 6872. Het werd op 21 september 1900 ontdekt door de Amerikaanse astronoom DeLisle Stewart.

## Interactie met NGC 6872

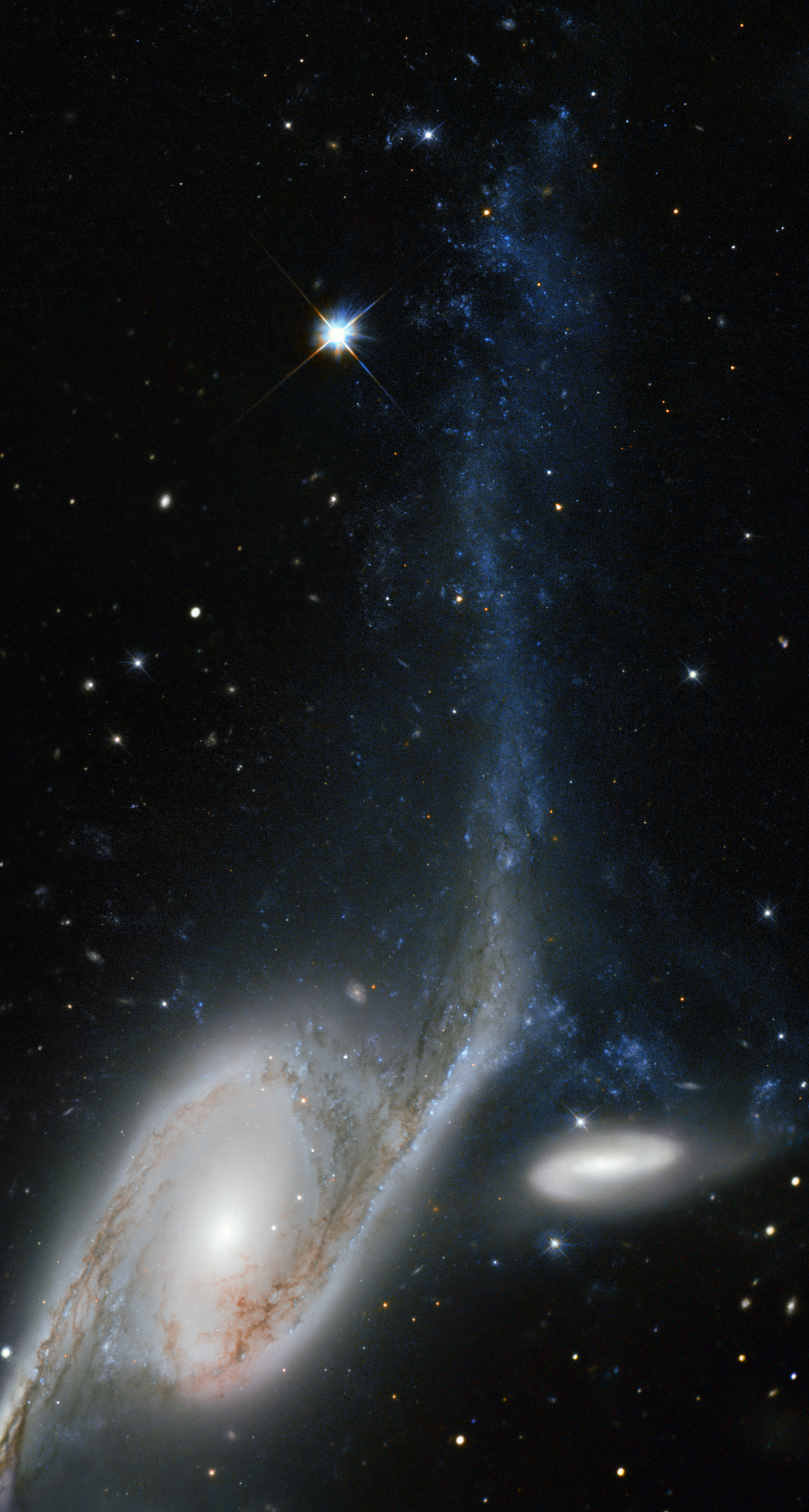
Het botsend paar.

IC 4970 bevindt zich op enkele boogseconden afstand van het veel grotere balkspiraalstelsel NGC 6872, en het is bekend dat de twee op elkaar reageren. Horrelou en Koribalski (2007) rapporteerden over een computersimulatie die werd gebruikt om te bepalen hoe de twee melkwegstelsels op elkaar inwerken. De conclusie van de studie was dat IC 4970 NGC 6872 bijna in het vlak van zijn spiraalschijf naderde en ongeveer 130 miljoen jaar geleden het dichtst bij NGC 6872 kwam, wat resulteerde in de huidige langgerekte vorm van het stelsel.
Uit een ultraviolet-infraroodstudie van Eufrasio et al. (2013), waarbij gebruik werd gemaakt van gegevens van GALEX, Spitzer en andere bronnen, blijkt dat de interactie tussen de twee sterrenstelsels aanzienlijke stervorming lijkt te hebben veroorzaakt in de noordoostelijke arm van NGC 6872, die ongeveer 130 duizend lichtjaar van de kern van NGC 6872 verwijderd is. Hetzelfde lijkt ook te hebben plaatsgevonden in de zuidwestelijke arm. Aan het einde van de noordoostelijke arm, op ongeveer 290 duizend lichtjaar van de kern, is een heldere ultraviolette bron ontdekt, die mogelijk een getijdendwergstelsel is dat is ontstaan uit de wisselwerking tussen IC 4970 en NGC 6872. Het heldere ultraviolette karakter van deze cluster wijst erop dat hij sterren bevat die minder dan 200 miljoen jaar oud zijn, wat ruwweg samenvalt met het tijdstip van de botsing.